# Interkonfesionalismus
Interkonfesionalismus zahrnuje činnosti, na kterých spolupracují členové různých církví nebo náboženských vyznání. Sem často patří překlady Bible (např. český ekumenický překlad Bible), ale i různé osvětové akce nebo iniciativy (např. v Česku v roce 2005 společná iniciativa křesťanů, židů a muslimů proti eutanazii).
Celosvětový dialog náboženství a interkonfesní spolupráci má za cíl zastřešovat Světová rada církví. Pro spolupráci mezi křesťanskými církvemi se obvykle úžeji používá termín ekumenismus.